# Akodon pervalens
El ratón tarijeño (Akodon pervalens) es una especie de tamaño grande en lo que respecta al género Akodon, roedores que se incluyen en la familia de los cricétidos. Habita en el centro de Sudamérica.

## Taxonomía
Este taxón fue descrito originalmente en el año 1925 por el zoólogo británico Oldfield Thomas, como una subespecie de Akodon sylvanus.
Localidad tipo
La localidad tipo referida es: “Caraparí a una altitud de 1000 msnm, departamento de Tarija, Bolivia”.
Caracterización y relaciones filogenéticas
Pertenece al subgénero “Akodon”. Su posición sistemática fue largamente discutida, al formar parte de un complejo de especies. Al ser descrita se lo hizo considerándola subespecie de Akodon sylvanus. En 1961 Ángel Cabrera la reasigna como una subespecie de A. varius; en 1989 P. Myers la eleva a especie plena, relacionada con A. cursor; un año después, P. Hershkovitz la sinonimiza en A. serrensis; En 1993, Musser y Carleton volvieron a considerarlo una subespecie de Akodon sylvanus. Posteriormente distintos autores la han tratado como especie plena.

## Distribución geográfica y hábitat
Es un ratón endémico del sur de Bolivia en los departamentos de Chuquisaca y Tarija, en altitudes entre los 900 y los 2100 m s. n. m..
Si bien es posible que habite también en áreas cercanas en el noroeste de la Argentina, no hay ejemplares capturados en dicho país. Aunque el mastozoólogo José Yepes, en el 1933, lo citó para Aguaray, en el norte de la provincia de Salta, la especie no pudo ser capturada en numerosos relevamientos en el área. Igualmente, los ejemplares que sustentaban el registro argentino (MACN 30 300 y MACN 30 308) resultaron no corresponder a este roedor.

## Conservación
La organización internacional dedicada a la conservación de los recursos naturales Unión Internacional para la Conservación de la Naturaleza (IUCN), la clasificó como una especie con: “Datos insuficientes” en su obra: Lista Roja de Especies Amenazadas, en vista de los continuos problemas taxonómicos que presenta, la ausencia de información sobre su extensión geográfica, sobre su situación poblacional y sus requerimientos ecológicos, sospechándose incluso de estar amenazada por la conversión de su hábitat.